# 磯部町 (常陸太田市)
磯部町（いそべちょう）は、茨城県常陸太田市の町名。郵便番号は313-0042（常陸太田郵便局管区）。

## 地理
常陸太田市南部に位置する。町の北の境界を源氏川が、東の境界を里川が流れ、磯部町で合流する。南の境界は渋江川が流れる。農山村的特徴と都市的特徴の両方を兼ね備えているが、常陸太田中心部に近接するため、都市的特徴が顕著である。国道349号に沿って集落が形成され、街村形態を呈する。
- 山：峯山（標高：32.6m）

北は稲木町・山下町・三才町、東は小沢町・内田町、南及び西は谷河原町と接する。

## 歴史
磯部町では、縄文時代の峰遺跡や峯山・磯部古墳群が見つかっている。
文献記録では、鎌倉時代の『弘安田文』に「磯部十六丁三段大」と書かれ、常陸国佐都西郡（さとさいぐん）に属していた。佐都西郡は平安時代末期には佐竹氏の本貫であり、鎌倉時代末期に臨川寺に寄進された「佐都荘」の荘域内だったと考えられている。ほかにも明応3年（1494年）頃の筆と思われる『当乱相違地注文写』に「いそへくるま方」、「礒辺乃内とうさい寺方 同違乱」などとあり、佐竹の乱の折に小野崎氏や江戸氏に押領されていた。文禄3年（1594年）の太閤検地により佐都西郡が久慈郡に組み入れられたため、磯部も久慈郡となった。
江戸時代には常陸国久慈郡大里組に属しており、磯部村（礒部村）と称した。慶長14年（1609年）を境に、佐竹氏から水戸藩へ支配者が変わった。村高は寛永12年（1635年）の『水戸領郷高帳』に1,031石余、『元禄郷帳』に956石余などとある。『国用秘録』には、肥沃な土地であると記され、天保13年（1842年）の検地の記録によれば、田畑は101町余で分米は34石余、新田畑は4反余で分米は1石余だったという。
明治時代になると、町村制の施行により近隣3村と合併し、久慈郡佐竹村の大字となった。村役場は磯部に置かれた。佐竹村は昭和の大合併において、太田町ほか5村と合併して常陸太田市となり、磯部町という町名となった。市制施行後は、住宅地化が進み、1960年（昭和35年）4月6日に市立峰山中学校が現在地に移転した。

### 沿革
- 1889年（明治22年）4月1日 - 町村制施行により、久慈郡磯部村が天神林村・稲木村・谷河原村と合併し佐竹村が発足。磯部村は佐竹村大字磯部となる。
- 1954年（昭和29年）7月15日 - 佐竹村が佐都村・誉田村・機初村・西小沢村・幸久村とともに太田町に編入、太田町が即日市制施行し常陸太田市へ移行。佐竹村は廃止となる。佐竹村大字磯部は常陸太田市磯部町となる。

### 地名の由来
『水府志料』によると、往古は「五十騎」（いそめ）、「箕山」と称した。

### 人口の変遷
総数 [戸数または世帯数：  、人口：  ]
| 1764年（明和元年） | 105戸 509人     |
| 1805年（文化 2年） | 58戸 ?人        |
| 1891年（明治24年） | 135戸 697人     |
| 1980年（昭和55年） | 326世帯 1,189人 |
| 2011年（平成23年） | 343世帯 902人   |
| 2017年（平成29年） | 369世帯 918人   |

## 小・中学校の学区
市立の小・中学校に通学する場合、磯部町全域が佐竹小学校・峰山中学校の学区となる。峰山中学校は磯部町内にある。

## 交通

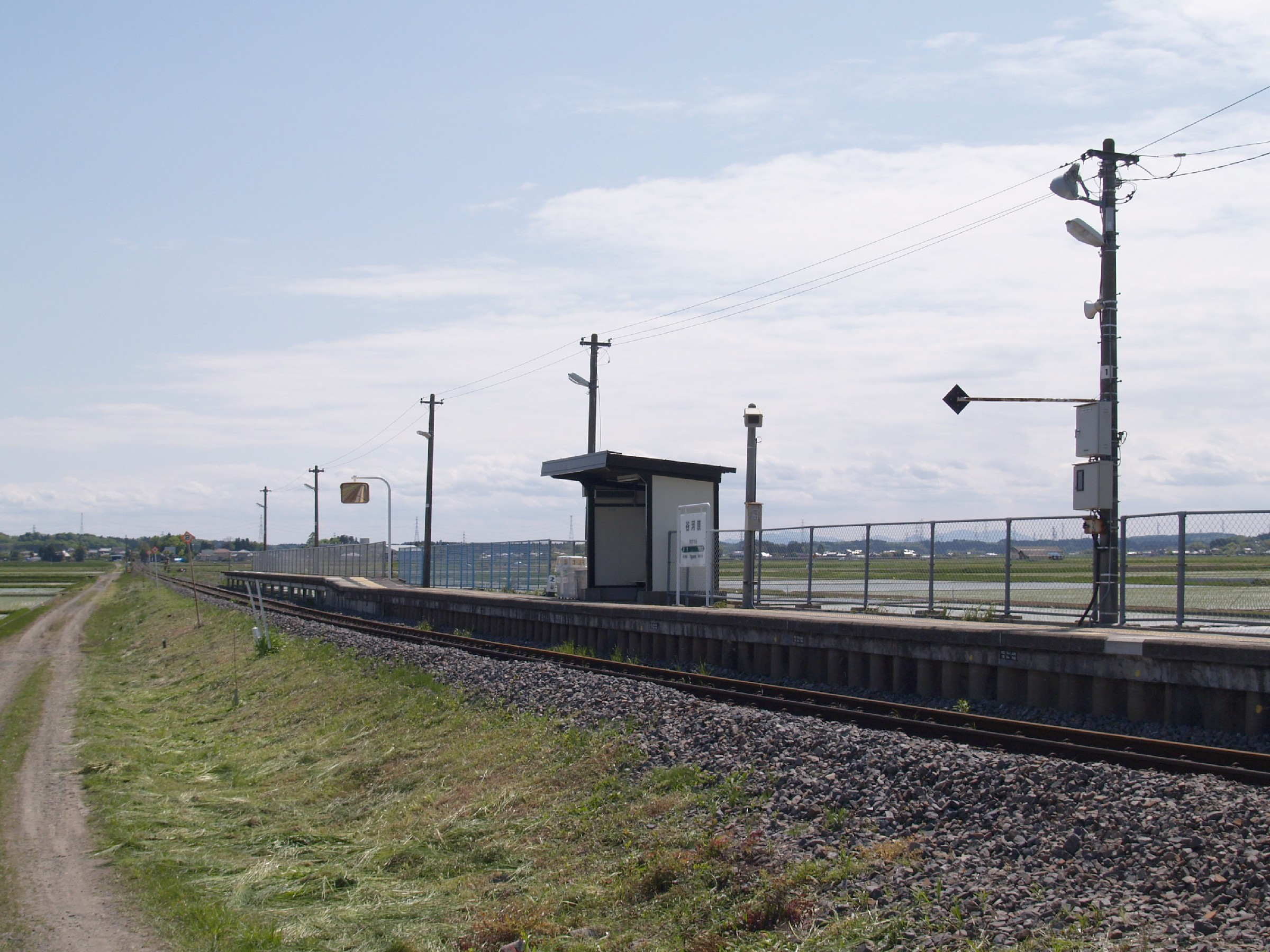
谷河原駅

### 鉄道
- JR水郡線（常陸太田支線）谷河原駅

### 路線バス
- 茨城交通磯部バス停
  - 60系統 浜田営業所
  - 60系統 水戸駅
  - 60系統 増井車庫
- 常陸太田市市民バス磯部バス停
  - Cコース（太田南循環）
    - 佐竹回り
    - 幸久回り

### 道路
- 国道349号 - 磯部町を南北に通過する一般国道。本線と太田南バイパスがほぼ平行に通る。
- 茨城県道157号下土木内常陸太田線 - 磯部町東部を通過する一般県道。国道349号との交点である磯部町交差点で終点となる。
- 常陸太田市道120号磯部天神林線 - 磯部町西部を通過する市道。常陸太田南部幹線道路を構成する1路線であり、2004年（平成16年）度から道路整備が進められている[12]。

## 施設
- 常陸太田市立峰山中学校
- 佐竹郵便局
- 常陸大理石株式会社本社
- 県北自動車整備車検株式会社

## 史跡
- 熊野鹿島神社（五十部神社） - 峯山にある神社。旧村社。神体は幣、祭神は伊弉諾命・武甕槌命[6]。小字腰巻と箕山（みやま）から各25人ずつが集まって創建したことから、五十部（いそべ）神社と名付けられたという[6]。徳川秀忠より社領6石を与えられた[6]。
- 宝来山宝光寺宝寿院 - 長享3年（1489年）開基の真言宗寺院。天保14年（1843年）廃寺[6]。門徒が5寺あったが、磯部村にあった3寺は寛文6年（1666年）に還俗処分を受けた[6]。
- 鶴堤地蔵堂（つるさげじぞうどう） - 空海（弘法大師）が弘仁年間（810年 - 824年）にこの地に宿泊した翌朝、天竺から飛来した化石を見つけ、延命地蔵を彫り堂を建てた、という伝説がある[13]。西山荘に隠居していた徳川光圀は、よく磯部村で鷹狩りを楽しんでおり、由緒あるこの地蔵を水戸に持ち帰った[14]。しかし、地蔵が「磯部恋し」と呟き始めたことから磯部村に戻し[15]、地蔵に三つ葉葵の入った金色の袈裟を献上したとされる[16]。家内安全・延命息災・子安地蔵として信仰を集め、2月24日と8月24日に上宿・中宿・下宿でそれぞれ「オセンダンゴ」と呼ばれる千個の団子を作って供える会式を行う[17]。

## 出身者

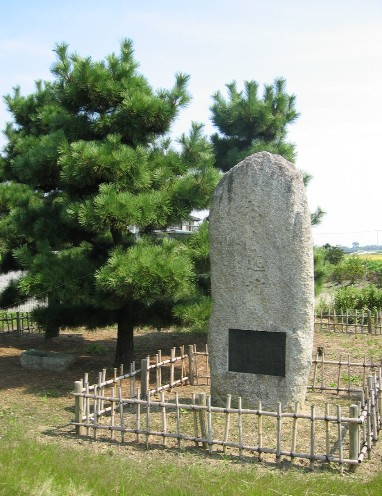
都々逸坊扇歌歌碑

- 初代都々逸坊扇歌（1804年 - 1852年） - 寄席芸人。都々逸の祖。1957年（昭和32年）5月5日に渋江橋付近に都々逸坊の碑が地元有志により建てられた[18]。